# 新加坡国旗
新加坡国旗，又称星月旗，于1965年8月9日正式成为新加坡共和国的国旗。1959年，当时新加坡在大英帝国统治下组成自治政府，星月旗随后成为了自治政府的官方旗帜，1965年新加坡独立后它被选为国旗。新加坡国旗由红、白两个平行相等的长方形组成，左上角有一弯白色新月以及五颗白色小五角星。红色代表了平等与友谊，白色象征着纯洁与美德。新月表示新加坡是一个新建立的国家，而五颗五角星代表了国家的五大理想：民主、和平、进步、公正、平等。

## 历史

1874年至1942年使用的海峽殖民地旗帜。

1925年至1946年使用的海峡殖民地旗帜。

1946年至1952年使用的英属新加坡旗帜。

1952年至1959年使用的英属新加坡旗帜。

在19世纪，新加坡是大英帝国的殖民地，与槟城、马六甲共同组成了海峽殖民地。海峽殖民地的旗帜主体为英国国旗，在旗帜右方设计了三个金冠，每一个金冠代表一个殖民地，作为海峡殖民地其中之一的新加坡在当时并没有自己的旗帜。第二次世界大战期间，大日本帝国占领新加坡，开始了长达两年多的新加坡日治时期。在日治时期，日本国旗成为了当时新加坡的旗帜，并用作陆军旗。第二次世界大战结束后，新加坡重回英国治下，成为了大英帝国的直辖殖民地，并获得一面属于新加坡自己的旗帜。这面旗帜在设计上把原海峽殖民地旗帜的三个金冠变为一个。
1959年6月3日，新加坡组成自治政府。6个月后，新加坡国旗与新加坡国徽、新加坡国歌一同正式启用。1989年，时任新加坡副总理的杜进才在一次媒体采访中提到了新加坡国旗的制定和启用：
|  | 虽然我们当时只是大英帝国辖下的自治政府，但我们认为有必有将新加坡各个种族的人团结起来，建立新加坡共和国……除国歌外，我们也设计了国徽和国旗，而且我们始终认为新加坡国旗应当平等的飘扬在米字旗旁。 |

新加坡国旗的设计工作共进行了两个多月，副总理杜进才建议国旗的背景为全红，但新加坡内阁否决了这一建议，内阁认为背景全红的国旗影射共产主义。据悉，在制定国旗时，华人民众希望效仿中華人民共和國國旗，在国旗上加五颗五角星；而穆斯林民众则希望在国旗上有一个月亮图案。为了照顾不同种族的需要，五角星和月亮都被设计在了新加坡国旗上。
1959年11月30日，《新加坡国徽、国旗、国歌法》获得通过，并开始实施，条例具体规定了国旗、国徽的使用规章，并对如何演奏国歌提出了要求。时任国会议员的信那谈比·拉惹勒南在向立法机构解释新加坡国旗寓意时说：
|  | 国旗、国徽和国歌是新加坡人希望和理想的象征……她带给新加坡人自尊、自重。 |

1962年9月，新加坡民众投票决定加入马来西亚联邦；1963年9月16日，新加坡正式加入马来西亚联邦，成为马来西亚的一部分，新加坡升起了马来西亚国旗。1965年8月9日，新加坡退出马来西亚联邦后，星月旗又一次成为了新加坡国旗。

## 设计
《新加坡国徽、国旗、国歌法》中说明了新加坡国旗的寓意：红底象征着世界友好、人人平等；白底象征着纯洁与美德；五颗五角星代表了国家的五大理想：民主、和平、进步、公正、平等。新月和五星的组合紧密而有序，象征着新加坡人民的团结和互助的精神。在20世纪下半叶，由于星月被公认为伊斯兰主义的象征，新加坡的回教徒激进分子也视国旗为象征着回教。
新加坡国旗长宽比例为3比2；新加坡政府则规定新加坡国旗红色底的彩通配色系统代码为032。据由新加坡新闻通讯及艺术部（MICA）发行的手册称，新加坡国旗可以放大或缩小，但颜色和图案必须正确。MICA还提供三种国旗建议大小，分别是：915毫米×1370毫米、1220毫米×1830毫米和1830毫米×2740毫米:5。

## 规章和准则

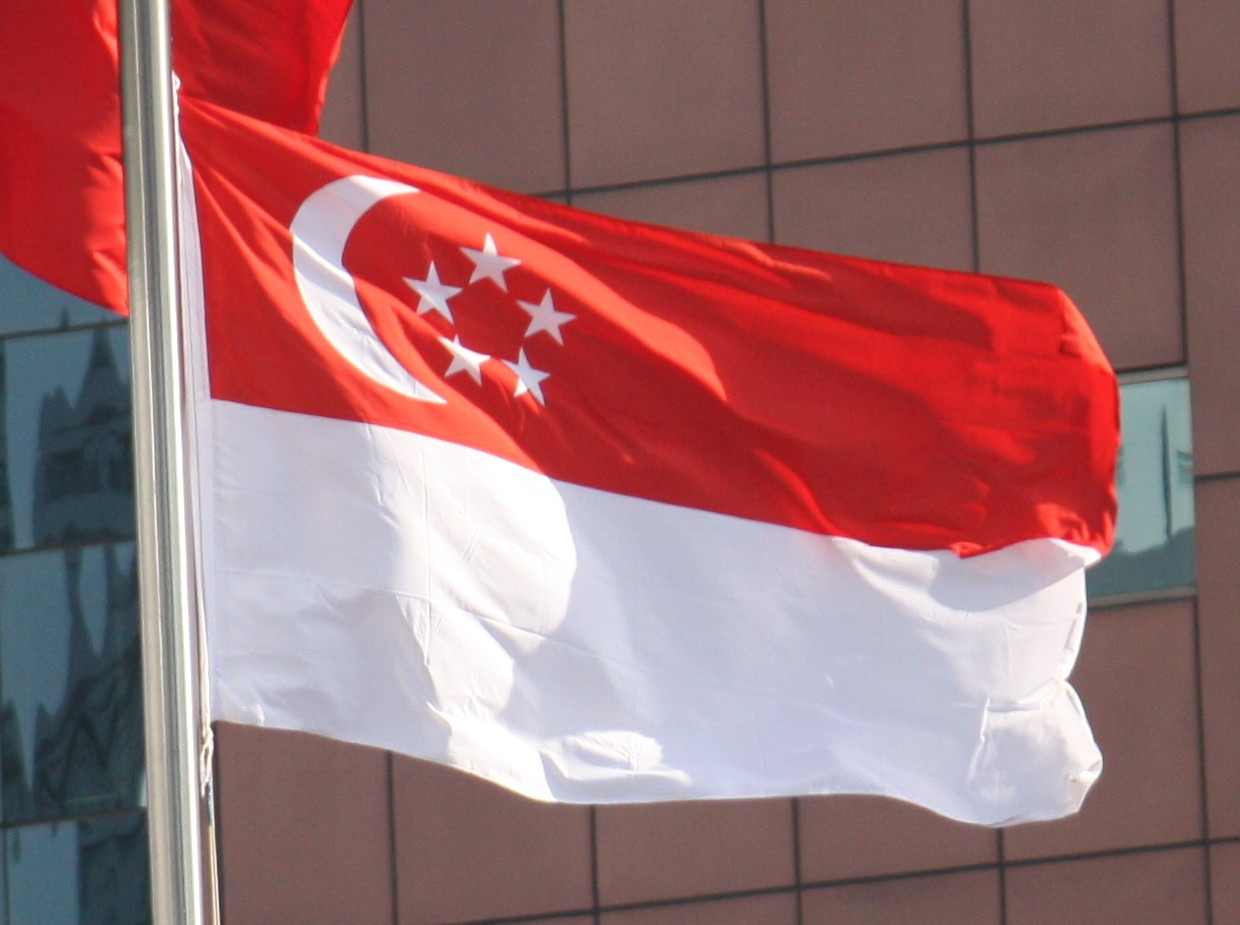
飘扬的新加坡国旗

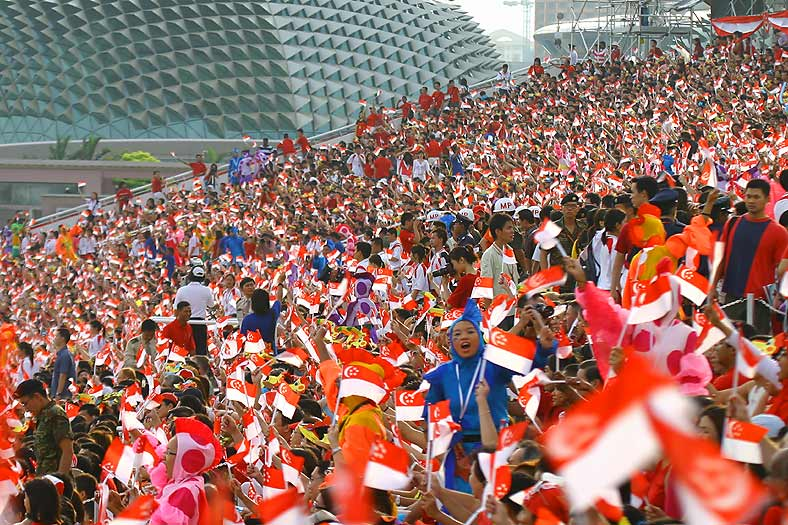
在新加坡国庆庆典上挥舞国旗的民众。

2004年之前，在新加坡政府建筑、军事建筑、教育院校门前都被要求悬挂国旗。个人住宅和非政府组织只有在每年的八月份才可以悬挂国旗，以纪念当8月9日的新加坡国庆日:7。新加坡国旗允许在一些交通工具上悬挂，例如汽车、船只、飞机，也允许用于戏装、服装上。
2004年后，新修订的《新加坡国徽、国旗、国歌法》正式实行，其中最大的变化是放宽了对个人和非政府组织使用国旗的限制。新《新加坡国徽、国旗、国歌法》允许个人住宅和非政府组织在特定情况下可以悬挂国旗。新加坡新闻通讯及艺术部称：
|  | 新加坡国旗、国歌、国徽、狮头像是我们社会最直观的象征，让民众使用这些标志可以带给他们荣耀和自豪，也能增强他们对这个国家的认同感。 |

有媒体认为新加坡政府在2004年放开对使用国旗的限制是想促进民众的凝聚力和爱国主义，因为在2003年新加坡因非典型肺炎的流行而遭受经济滑坡，17岁以上的民众失业率达5.9%。

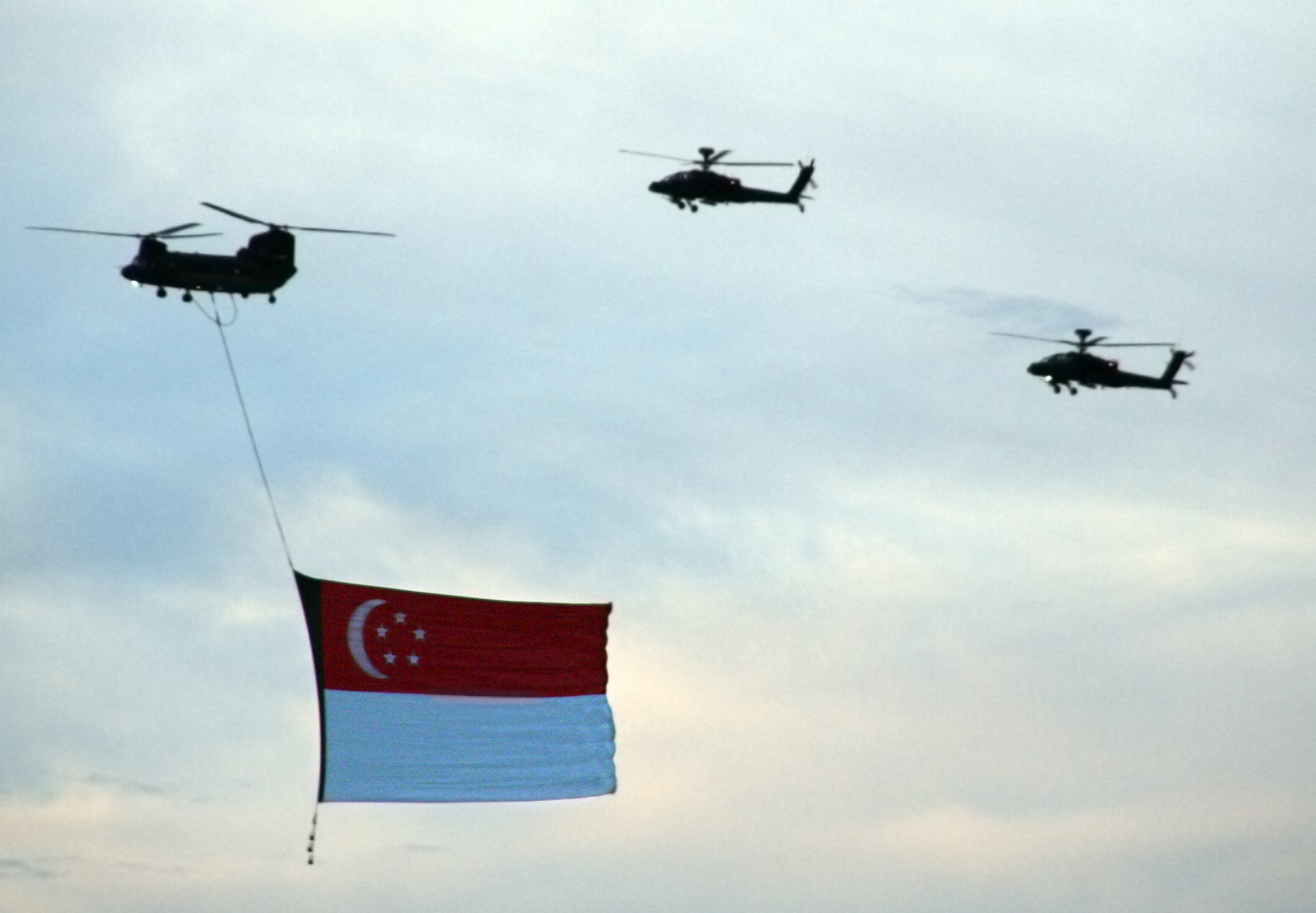
在2006年新加坡国庆庆典上，一架CH-47直升机悬吊着一面巨大的新加坡国旗。

应新加坡人的进一步要求，《新加坡国徽、国旗、国歌法》在2006年又一次修订，新加坡新闻通讯及艺术部将个人或非政府组织使用国旗的限制减少到最小化，以此促进新加坡人对新加坡的热爱和忠诚。原来新加坡民众只有在国庆庆典的两个月间悬挂国旗，2006年修订版将这一时间延长到了三个月（每年的7月1日至9月30日）。
新加坡政府鼓励新加坡公民、非政府组织、商业组织悬挂国旗，尤其是在国庆或其他特殊节日期间，以此提高他们对新加坡的归属感。在新加坡的外国人或外国企业也享受同等的权利，他们可以在规定的时间内悬挂新加坡国旗。使用或展示国旗的规章位于《新加坡国徽、国旗、国歌法》的第三章中，由新加坡国徽、国旗、国歌委员会制定。若民众对国旗作出侮辱性行为，例如焚烧、撕毁等，将会被处以至少1000新加坡元的罚款。

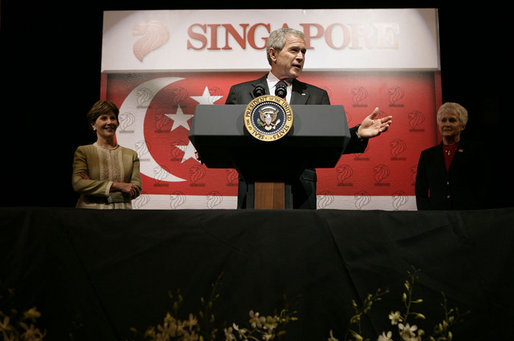
前美国总统乔治·沃克·布什在美国驻新加坡大使馆演讲，其身后为新加坡国旗。

新加坡政府规定民众需谨慎对待新加坡国旗，不可将国旗垂碰到地面；其悬挂高度不得矮于任何其他旗帜；在旗杆上的国旗则必须保持垂直。在新加坡，新加坡国旗有着比其他旗帜更高的优先权，例如当新加坡国旗与其他国家的国旗同时展示时，应将新加坡国旗置于最佳位置，且不许矮于其他国旗；若将新加坡国旗与其他国旗一起以礼宾旗的形式展示时，新加坡国旗应当处于最高位置；若新加坡国旗与其他国家国旗一同升旗时，新加坡国旗的上升速度不能低于其他国家国旗 ；持新加坡国旗时，持旗者也被要求用规定的方式持旗，以显示出对国旗的尊重；当新加坡国旗在台上展示时，国旗的位置应当处于所有观众都可见的地方，且正对着在台上表演或发言的人，若不处于中央，则应当置于表演者或发言人的右方。
当新加坡国旗在大楼悬挂时，只应当悬挂于正门门前，而不能悬挂在侧门或后门；若国旗在夜晚悬挂，则必须拥有照明设备时刻照亮国旗；新加坡国旗不允许在摩托车上悬挂，但为总统或政府人员开路的警用摩托车则不受此规章限制；除非得到新加坡新闻通讯及艺术部的授权，否则新加坡国旗不得用于商业活动，也不许作为包装、封面。
在发生重大伤亡事故、重要人物逝世或全国哀悼日时，新加坡政府会要求下半旗；私人葬礼不允许使用国旗，但在国葬中可以悬挂国旗；若国旗出现损伤需要丢弃时，需先用黑色塑料袋包裹国旗。
至于外国国旗，《新加坡国徽、国旗、国歌法》规定民众禁止在公共场合悬挂外国国旗，违者将处以500新元罚款或最高6个月监禁或两者实施，但官方外交场合除外。例如澳洲詹姆斯库克大学新加坡校区平时从左至右会依次悬挂新加坡国旗、澳大利亚国旗、澳大利亚原住民旗和托雷斯海峡岛民旗，但在新加坡国庆节所在学期会将四面旗全部替换为新加坡国旗。
2022年，新加坡國會通過《國家象徵法》取代1959年訂立的《新加坡国徽、国旗、国歌法》，並於2023年8月1日生效。根據新法令，總統可酌情管制國家象徵 (包括國旗) 的使用許可與限制。

## 国旗的使用

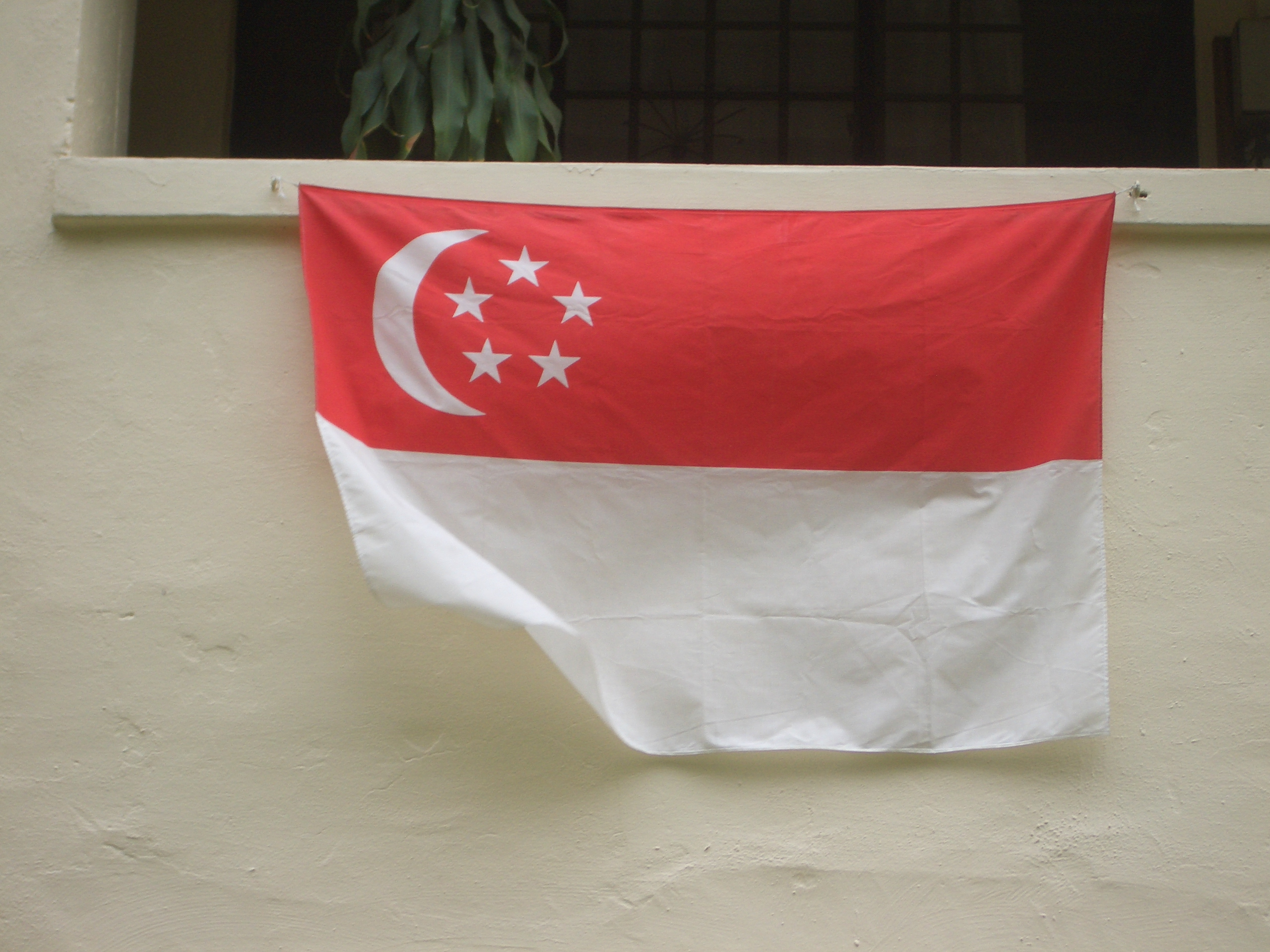
2006年新加坡国庆日期间组屋窗外悬挂的新加坡国旗。

### 国庆期间
新加坡政府鼓励民众在新加坡国庆日期间在住宅或公司的窗前、门前悬挂国旗；特别是一些组屋区，区域政府会鼓励住户在窗外悬挂国旗，有时整栋组屋楼的住家都会挂出新加坡国旗。2007年的新加坡国庆日上，有8667名志愿者在政府大厦大草场手举红色或白色的雨伞，组成了一幅迄今为止最大的新加坡国旗。

### 平日

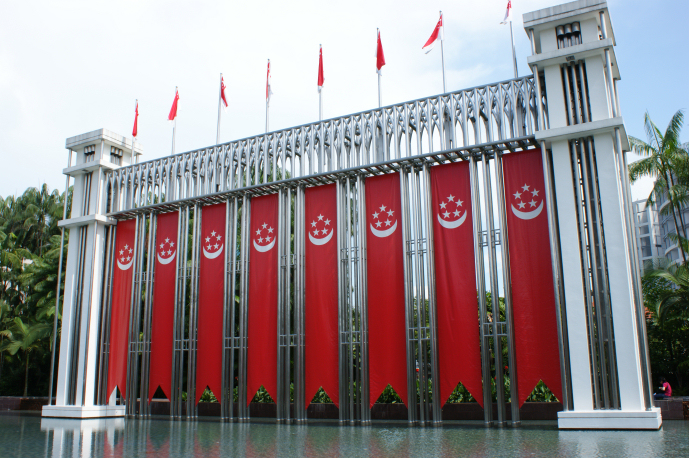
在总统府公园悬挂的国旗（楼顶）和总统旗（墙上竖幅）。

国庆期间以外，新加坡国旗一般出现在与政府相关的大楼门外，例如住房部、移民部、教育部等。新加坡教育院校中也都会升有新加坡国旗，在教室里，白板上方都会放置一面新加坡国旗，这种在教室中悬挂的国旗多为塑料制品。小学和中学每周都至少会举行一次升旗仪式，学生们被要求在升旗过程中唱国歌并宣读信约。

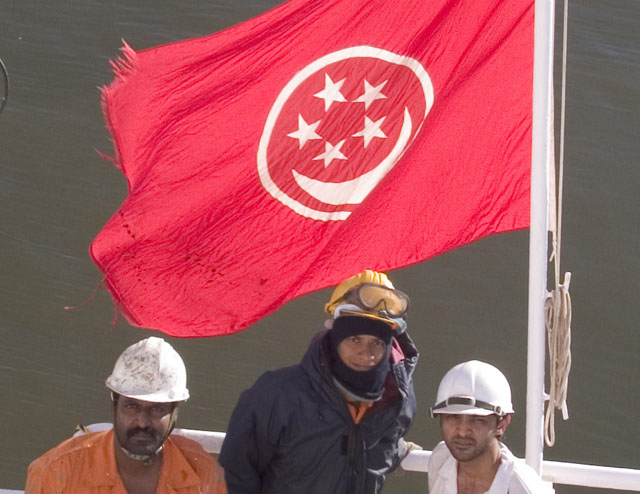
飘扬的新加坡民船旗

有时一些在新加坡注册的海上船只也会悬挂新加坡国旗，但这种行为是不正确的，正确的做法是在船只上悬挂新加坡民船旗。新加坡民船旗为全红底，中央有一圆圈，包裹着新月和五颗星。海巡舰艇或军用舰艇同样不悬挂国旗，而是悬挂新加坡海军旗。新加坡的民船旗、政府船旗、军舰旗分别以英国红船旗、蓝船旗、白船旗参考而设计。
国家若出现严重事故、重要人士逝世或举行国家哀悼日时，全国的国旗会被要求降半旗。新加坡国旗曾在前总统或资政逝世时降过半旗，2005年1月9日，为纪念在2004年印度洋大地震逝世的人们，新加坡政府决定破例降半旗。

### 文化
新加坡作曲家林宇中在1969年曾作过名为《五星旗升起》的曲，这首歌曲的歌词便是从新加坡国旗五颗星中获取的灵感，歌词中曾提到“新月、五星从海平面上升起……新月代表着年轻，带给人们希望……每颗星都像一个向导，指引着我们前进……红色的旗帜代表着人类的鲜血，白色代表着纯洁和自由。”民众也经常会在新加坡国庆日上演唱这首歌曲。
2003年，新加坡媒体发展管理局（MDA）禁止新加坡艺术家李志剛展出一幅名为“双喜”的油画。这幅油画中画有新加坡国旗，国旗上写有汉字“双喜”。新加坡媒体发展管理局禁止展出这幅油画的理由是新加坡国旗是国家的象征，任何字或图都不允许加在国旗上。而李志剛则回应称他的作品只是简单的表现出新加坡的成功给民众带来喜悦。在接受《我报》采访时李志剛称：我知道作为一个新加坡公民是不被允许做这种事的，但我始终认为这只是艺术的表现。他同时抱怨政府对此类事情似乎有双重标准，因为中国艺术家谷文达也曾在滨海艺术中心创作了一个用头发组成的新加坡国旗艺术品。同年，滚石乐队来到新加坡进行全球巡演。第一场演出中，设计人员在舞台上布置了两个性爱娃娃，在它们的裆部覆有图案，其中一只性爱娃娃的图案是滚石乐队的标志，另一个则是新加坡国旗。因为被告知这是非法使用新加坡国旗，设计人员在第二场演出中移除了这两个性爱娃娃。
2007年8月，一个新加坡夜店向至少1500名会员发送了一封广告邮件。邮件中是一位性感美女穿着红色泳衣和泳裤，衣物上的图案组成了五颗星。这家夜店称这是国庆庆典期间的广告促销手段，其经理对媒体称：“这个广告绝对不是对国旗或对其他个人的侮辱，我认为这则广告能象征这幽默和娱乐精神。”新加坡新闻通讯及艺术部了解到此事后进行了调查，最后得出结论，称这家夜店并没有违反相关法律，因为夜店的广告只是含有一部分国旗元素。尽管如此，新加坡新闻通讯及艺术部的负责人还是对媒体称：艺术部虽不会取缔此类广告，但也绝不鼓励，每个人都应该对国旗保持应有的尊重。

## 新加坡其他旗帜
| 旗帜 | 描述 |
| --- | --- |
| A white crescent and five stars (arranged in a pentagon) centered on a red background | 新加坡总统旗，总统府使用的标准旗帜，以新加坡国旗为蓝本作出了一些修改，将底色改为全红，并将新月和五颗星居中。其红底、新月、五颗星的寓意与新加坡国旗一致。该旗于每天的上午八点至下午六点在总统府前悬挂，或悬挂至总统离开府邸。 |
| A white crescent and five stars (arranged in a pentagon), surrounded by a ring of white, centered on a red background | 新加坡民船旗，用于在新加坡注册的非军用船只。新加坡海旗为全红底，中央有一圆圈，包裹着新月和五颗星。其长宽比例为2:1。新加坡政府规定进新加坡籍民船不应悬挂国旗，而应悬挂此民船旗。新加坡政府将会对不悬挂民船旗的新加坡籍民船提出控诉，并处以罚金。                                                                                 |
| A red rectangle at the top left corner of the flag, charged with a white crescent and five white stars arranged in a pentagon. The rest of the flag is colored white. At the bottom right part of the flag is a eight pointed star that is red.                      | 新加坡海军旗，1967年启用，由新加坡国防部设计。只有新加坡海军下属船只才有权悬挂此旗帜。新加坡海军旗大部分为白底，左上角长方形为红底，红底部分含有新月和五颗星，白底部分含有一颗不规则的八角星，其长宽比例为2:1。公告在军舰使用的海军舰旗（naval ensign）比例为2:1，然而在岸上实际使用的海军旗（navy service flag）比例，是与国旗和陆空军旗并列匹配的3:2比例。 |
| A red rectangle at the top left corner of the flag, charged with a white crescent and five white stars arranged in a pentagon. The rest of the flag is colored blue. At the bottom right part of the flag is a eight pointed star that is alternating red and white. | 新加坡政府船旗，1960年启用，用于所有非军用的政府下属船只，例如海巡船等。政府船旗大部分为蓝底，左上角长方形为红底，红底部分含有新月和五颗星，蓝底部分包含一颗不规则双色八角星，其长宽比例为2:1。海防旗中的蓝色底象征着海洋，新月和五颗星则源自新加坡国旗。                                                                       |